# Ріта (ураган)
Ураган Ріта (англ. Hurricane Rita) — атлантичний тропічний циклон, четвертий за силою ураган в Мексиканській затоці за всю історію спостережень, що спустошив південне узбережжя США у вересні 2005 року, привівши до загальних збитків у 11,3 млрд доларів США. Ріта була 17-м названим тропічним циклоном, десятим ураганом, п'ятим сильним ураганом і третім ураганом 5 категорії за сезон ураганів 2005 року на Атлантичному океані.
Ріта вийшла на сушу 23 вересня на межі штатів Техас і Луїзіана як ураган 3 категорії за шкалою Саффіра-Сімпсона та продовжила рух через весь Техас. Викликаний ураганом штормовий приплив викликав значні руйнування у Луїзіані й Техасі, щонайменш п'ять осіб загинуло від урагану напряму, багато інших загинули через пов'язані з ураганом повені та інші ефекти.